# Goodluck Jonathan
Goodluck Ebele Azikiwe Jonathan, GCFR, BNER, GCON (sinh ngày 20 tháng 11 năm 1957) là một chính khách Nigeria, ông là tổng thống thứ 14 và là đương kim tổng thống Nigeria. Trong cuộc bầu cử tháng 4 năm 2011, ông được bầu làm Tổng thống Nigeria.